# Vaiana (personage)
Vaiana Waialiki is een personage uit de Disneyfilms Vaiana uit 2016 en Vaiana 2 uit 2024. Vaiana werd als twaalfde personage toegevoegd aan de lijst met Disneyprinsessen.

## Beschrijving
Vaiana heeft donkerbruin haar en bruine ogen. Ze draagt een rieten en crèmekleurige jurk en kleding met traditioneel motief in het rood met zwart. Vaiana's huisdiertjes zijn Pua, een varkentje, en Heihei, een domme haan.
Vaiana is een avontuurlijke en koppige tiener met een missie om haar volk te redden. De halfgod Maui heeft duizend jaar geleden een vruchtbaarheidssteen gestolen van eilandgodin Te Fiti, die teruggebracht moet worden. Maar eerst heeft Maui zijn betoverde vishaak nodig, waarmee hij van gedaante kan veranderen. Vaiana en Maui reizen samen over de Grote Oceaan om de missie te volbrengen. Dit lukt en Vaiana vindt eindelijk haar eigen identiteit.